# Jean-Jacques Laffont
Ne doit pas être confondu avec Jean-Jacques Lafon.
Pour les articles homonymes, voir Laffont.
Vous pouvez aider à l'améliorer ou bien discuter des problèmes sur sa page de discussion.
- Il ne cite pas suffisamment ses sources. Vous pouvez indiquer les passages à sourcer avec {{référence nécessaire}} ou {{Référence souhaitée}}, et inclure les références utiles en les liant aux notes de bas de page. (Marqué depuis décembre 2023)
- Son ton est trop lyrique ou dithyrambique. Le texte doit adopter un ton neutre et encyclopédique (aide). (Marqué depuis décembre 2023)

- Archive Wikiwix
- Bing
- Cairn
- DuckDuckGo
- E. Universalis
- Gallica
- Google
- G. Books
- G. News
- G. Scholar
- Persée
- Qwant
- (zh) Baidu
- (ru) Yandex
- (wd) trouver des œuvres sur Wikidata

Jean-Jacques Laffont, né le 13 avril 1947 à Toulouse et mort le 1er mai 2004 à Colomiers, est un économiste français spécialiste de l'économie publique et de la théorie de l'information. Professeur d'économie à l'université Toulouse I et directeur d'études à l'EHESS, il fut le fondateur en 1990 de l'Institut d'économie industrielle (IDEI) qui est devenu un des tout premiers centres européens de recherche en économie, Jean-Jacques Laffont a publié 17 livres et plus de 200 articles scientifiques.

## Études
Après avoir effectué ses études secondaires au lycée Pierre-de-Fermat, et obtenu, en 1968, une maîtrise de mathématiques et une licence d'économie à Toulouse, Jean-Jacques Laffont reçoit le diplôme d'ingénieur-statisticien de l'Ensae en 1970. Il est titulaire d'un DEA en analyse stochastique (1969), d'un DEA en mathématiques économiques (1970), d'un doctorat de troisième cycle en mathématiques appliquées (1972) de l'université Pierre-et-Marie-Curie,, et d'un Ph.D. en sciences économiques de l'université Harvard obtenu en 1975. Sa thèse doctorale lui vaut le Wells Prize à Harvard.

## Enseignements
Après sa thèse à Harvard, Jean-Jacques Laffont rejoint le CNRS (1975-1977) et devient maître de conférences à l'École polytechnique, poste qu'il conserve jusqu'en 1987. En 1979, il est nommé professeur à l'université Toulouse-I, puis en 1980, directeur d'études à l'EHESS, il occupe ces deux fonctions jusqu'à sa mort en 2004.
Il est également professeur invité à l'université de Pennsylvanie (1980), au California Institute of Technology (1987-1988), à l'université nationale australienne (1988), à l'université Harvard (1988) et à l'université du Sud de la Californie (2001-2004).
Entre 1986 et 2003, il dirige la rédaction de 24 thèses de doctorat.

## Travaux académiques
Il apporte des contributions dans la plupart des domaines de la microéconomie, en particulier la théorie des mécanismes d'incitation, l'économie publique et la régulation économique (NB : ne pas confondre avec la théorie de la régulation - une approche macroéconomique hétérodoxe) en économie industrielle et en économie du développement. 
Il écrit plusieurs livres de référence en économie industrielle, parmi lesquels A Theory of Incentives in Procurement and Regulation (MIT Press, 1993), écrit en collaboration avec Jean Tirole, prix Nobel d'économie en 2014 ou The Theory of Incentives: the Principal-Agent Model (Princeton University Press, 2001) avec David Martimort. Par ailleurs, son dernier manuel, Regulation and Development (Cambridge University Press, 2005), rassemble ses travaux et réflexions sur l'économie du développement.
Il reçoit de nombreux honneurs : médaille d'argent du CNRS (1990), lauréat du prix scientifique de l'UAP (1991), membre honoraire de l'American Economic Association (1991), membre honoraire étranger de l'Académie américaine des arts et des sciences (1993), le prix du meilleur économiste de l'année 1993 décerné par le mensuel Le Nouvel Économiste, et docteur honoris causa de l'université de Lausanne (1998). Il est président de la Société d'économétrie en 1992 et de l'Association européenne d'économie en 1998. De plus, il reçoit en 1993, en association avec Jean Tirole, directeur scientifique de l'Institut d'économie industrielle, le prix Yrjö Jahnsson de la European Economic Association, qui récompense le meilleur économiste européen de moins de 45 ans. En France, il est nommé membre senior de l'Institut universitaire de France en 1991 pour une durée de cinq ans, renouvelée en 1996, et est nommé chevalier de la Légion d'honneur en 1991, puis officier en 2001.

## Contribution à la mise en place de l'École d'économie de Toulouse
Jean-Jacques Laffont a pour ambition de positionner l'université Toulouse-I comme l'un des meilleurs pôles économiques européens. Il avait l'habitude de dire : « Toulouse, c'est mon Amérique à moi. ». Dans les années 1980, il fonde un premier groupe de recherche à Toulouse, le Groupe de recherche en économie mathématique et quantitative (GREMAQ) et convainc certains des meilleurs économistes français qui travaillent alors en France de venir à Toulouse[réf. nécessaire].
En 1990, Jean-Jacques Laffont crée l'Institut d'économie industrielle (IDEI), une association à but non lucratif qui poursuit de la recherche en partenariat avec des organismes publics et privés. Sous sa direction, l'IDEI, avec des dizaines de partenaires industriels, est une source majeure de financement et d'inspiration pour les économistes de Toulouse et un excellent outil pour le recrutement[réf. nécessaire].
En 1991, Jean Tirole prend une année sabbatique à Toulouse pour se consacrer à la finalisation du livre A Theory of Incentives in Regulation and Procurement avec Jean-Jacques Laffont. Séduit par l'esprit collectif et la volonté d'améliorer l'environnement universitaire en France[réf. nécessaire], Jean Tirole, accompagné de sa famille, rejoint Toulouse en 1992. « J’ai surtout été porté par une totale confiance en Jean-Jacques. Au-delà d’un talent intellectuel et d'une créativité bien connus, il possédait des qualités humaines et un talent de manager remarquables », souligne Jean Tirole.
Outre une reconnaissance internationale pour leurs travaux en matière de réglementation des industries de réseau, les deux amis parviennent à "hisser" le groupe toulousain parmi le duo de tête des meilleures universités européennes en économie[réf. nécessaire].

## Décorations
- Officier de la Légion d'honneur (2001)[10]

## Prix et distinctions
- 1993 : Prix Yrjö Jahnsson

On[Qui ?] peut raisonnablement[réf. nécessaire] penser que si Jean-Jacques Laffont n'était pas décédé prématurément, il aurait partagé avec Jean Tirole le prix de la Banque de Suède en sciences économiques, communément nommé « Prix Nobel d'économie », en 2014.